# Bousbir

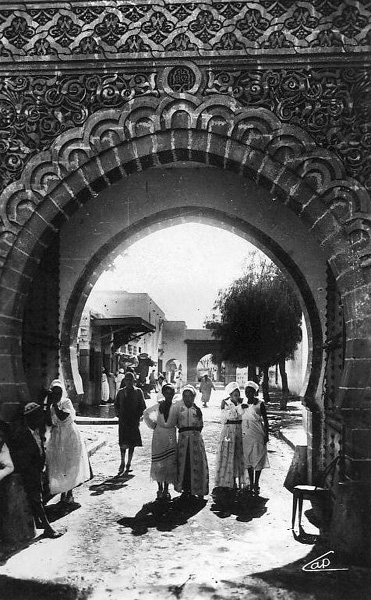
La entrada a Bousbir.

Bousbir (en árabe marroquí: بوسبير, en francés: quartier réservé) fue un barrio rojo amurallado situado en la ciudad de Casablanca, Marruecos. Fue establecido por el general residente Lyautey durante el protectorado francés.

## Etimología
Bousbir es la pronunciación marroquí del nombre de pila de Prosper Ferrieu, un diplomático francés que era propietario del terreno en el que se construyó el nuevo quartier réservé.

## Disposición
El área fue diseñada en estilo neomorisco por el arquitecto Edmond Brion para atraer el gusto orientalista de los visitantes europeos.
El área encerraba un rectángulo de 160 metros por 150 metros, rodeado por un muro alto sin ventanas. Contaba con una única entrada pública.  Desde la entrada principal una amplia calle conducía a la plaza principal (de 20 x 48 metros). Desde la calle principal y la plaza se extendía un laberinto de callejones. Cada uno de los callejones tenía un nombre que indicaba el origen de las prostitutas, como la calle Elfassiya, la calle Doukkaliya, la calle Lahriziya, etc.
Bousbir contaba con 175 residencias, un cine, una sauna, cabarets, restaurantes, 8 cafés, numerosas tiendas, una comisaría y un cuartel, una prisión y un dispensario.

## Historia

### Orígenes
Tras el Tratado de Fez en 1912, Marruecos se convirtió en un protectorado francés. Las autoridades francesas estaban preocupadas por la propagación de enfermedades de transmisión sexual, en particular la sífilis, entre las tropas estacionadas en el protectorado. Crearon barrios reservados (quartier réservés) y la prostitución estaba muy regulada y sólo se permitía dentro de dichos barrios.
Hubert Lyautey, primer residente general del protectorado, quería reconstruir y ampliar Casablanca, y contrató al arquitecto francés Henri Prost para planificar la nueva ciudad. Prost y sus asociados desarrollaron el plan maestro de Casablanca entre 1917 y 1922. Dentro de este plan, Prost incluyó un nuevo barrio reservado alejado del centro de la ciudad.  La zona iba a ser administrada por una empresa llamada La Cressonière, que era propietaria del terreno, financiaba la construcción y cobraba rentas a las prostitutas ocupantes.
En 1924 el barrio rojo se trasladó a su nueva ubicación.

### Periodo de actividad (1924-1955)

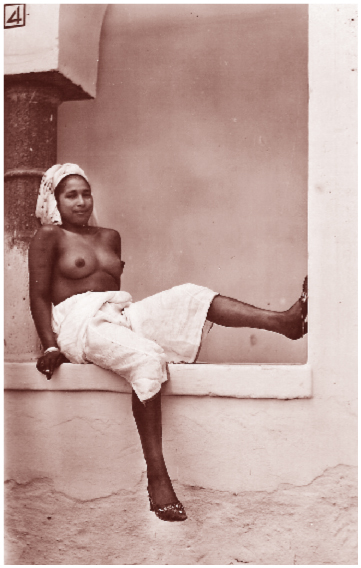
Postal típica de una prostituta africana marroquí.

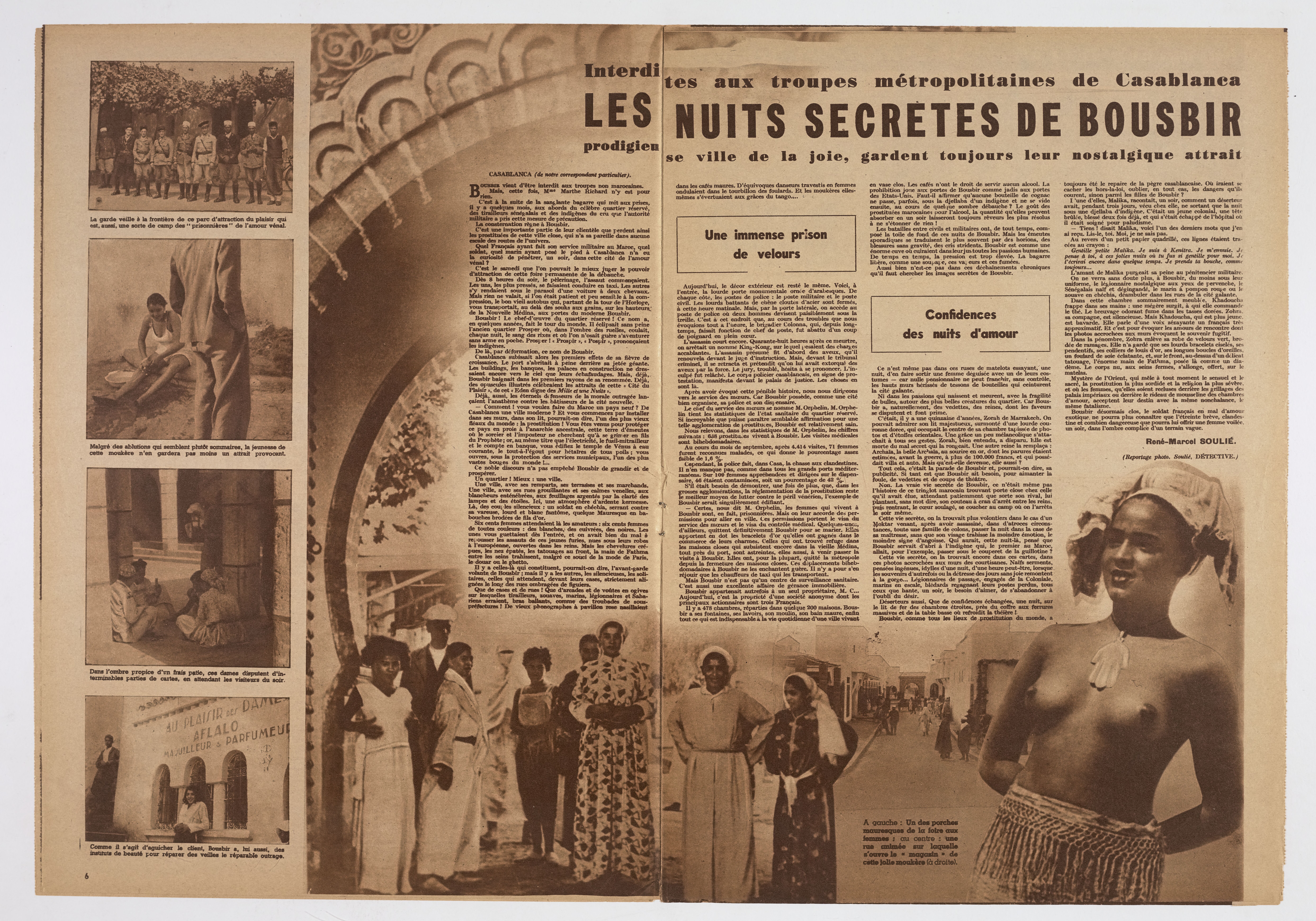
Bousbir en la revista francesa Qui ? le magazine de l'énigme et de l'aventure, el 6 de noviembre de 1947.

En un momento dado, allí vivían y trabajaban entre 450 y 680 prostitutas, que vendían sus servicios sexuales a entre 1.000 y 1.500 visitantes diarios.  Algunas llegaron a Bousbir por su propia voluntad, pero aproximadamente un tercio fueron llevadas allí después de ser arrestadas por prostitución ilícita en otras partes de la ciudad. Muchas estaban muy endeudadas con la “señora” para la que trabajaban. La edad mínima para las prostitutas era de 12 años.
Según un estudio etnográfico realizado por Jean Mathieu y P. H. Maury, las prostitutas provenían principalmente de la región de Casablanca y de la de Marrakech, aunque también de otros puntos del protectorado, de Argelia y de Melilla.
Las prostitutas tenían controles sanitarios obligatorios periódicos y sólo se les permitía salir una vez por semana tras obtener un permiso de la policía. Las mujeres y las niñas que "trabajaban" en la zona estaban sujetas a la autoridad inflexible del protectorado francés y prácticamente no tenían independencia. No recibían ningún salario y sólo compartían las propinas que les daban los clientes.
Los turistas no visitaban Bousbir sólo para comprar sexo. Fue diseñado para proporcionar una "experiencia oriental" para los turistas europeos. Podían degustar la cocina marroquí, ver danzas del vientre, estriptis o espectáculos pornográficos, o simplemente sentarse en una terraza y observar a las mujeres solicitar clientes mientras escuchaban música oriental.
Se podían adquirir postales ilustradas como recuerdo. Muchas de ellas fueron tomadas por el fotógrafo militar francés Marcelin Flandrin. Tuvo influencia en la creación del estereotipo de la prostituta "árabe africana": joven, morena, de aspecto exótico (a los ojos europeos), en toples y vestida con túnicas o caftanes. La mayoría de las fotografías fueron cuidadosamente preparadas en lugar de ser tomadas espontáneamente.

### Cierre del barrio reservado

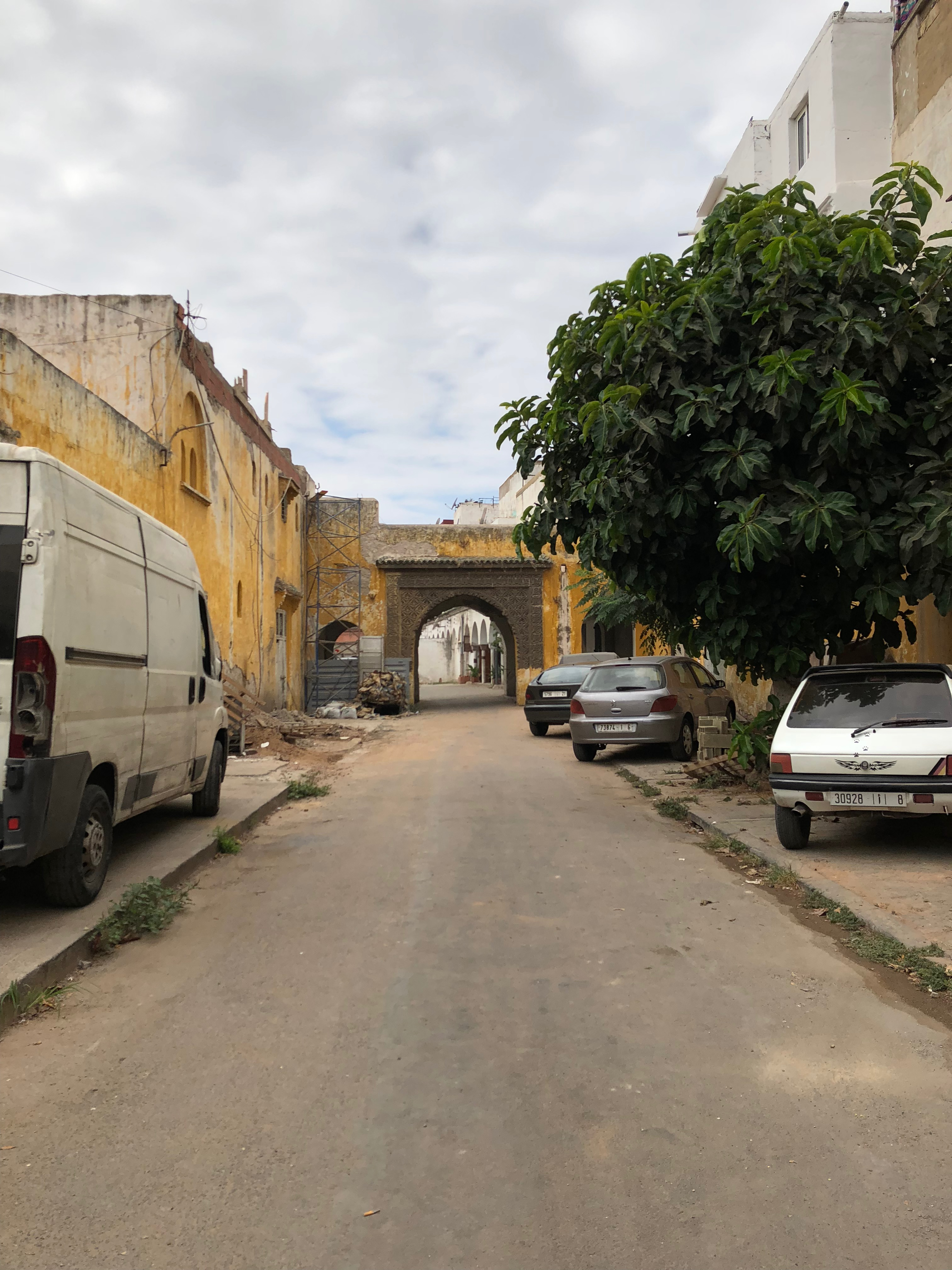
Aspecto de la zona en julio de 2020.

Las facciones religiosas, feministas, socialistas y anticolonialistas ejercieron tanta presión sobre las autoridades coloniales que éstas cerraron el barrio reservado en abril de 1955.
En 1955, el distrito se utilizó para albergar a las fuerzas auxiliares marroquíes que regresaban de la Guerra de Indochina. Luego se convirtió en una zona residencial que se fusionó con el distrito de Mers Sultan. Del antiguo Bousbir quedan hoy partes de la gran muralla blanca que lo rodea, la puerta de entrada y algunos elementos característicos del barrio: fuentes zellige, cúpulas, arcadas y mashrabiya. Los edificios han sido ampliamente remodelados, con la cobertura de patios o la adición de pisos, se ha construido un edificio administrativo en la plaza central, mientras que el cine y el teatro se encuentran abandonados. No existe ninguna indicación in situ de la existencia pasada del barrio y la historiadora Christelle Taraud, autora de La Prostitution coloniale en 2003 , indicó que "este lugar era entonces objeto de una negación bastante general, tanto en Marruecos como en Francia". Una exposición sobre la historia de Bousbir, que debía celebrarse en la Villa des Arts de Casablanca en noviembre de 2021, fue cancelada por «razones de fuerza mayor» sin más explicaciones la víspera de su inauguración. Finalmente fue celebrada en la Universidad de Ginebra desde finales de 2022 hasta principios de 2023.